# Transport kolejowy w Nepalu

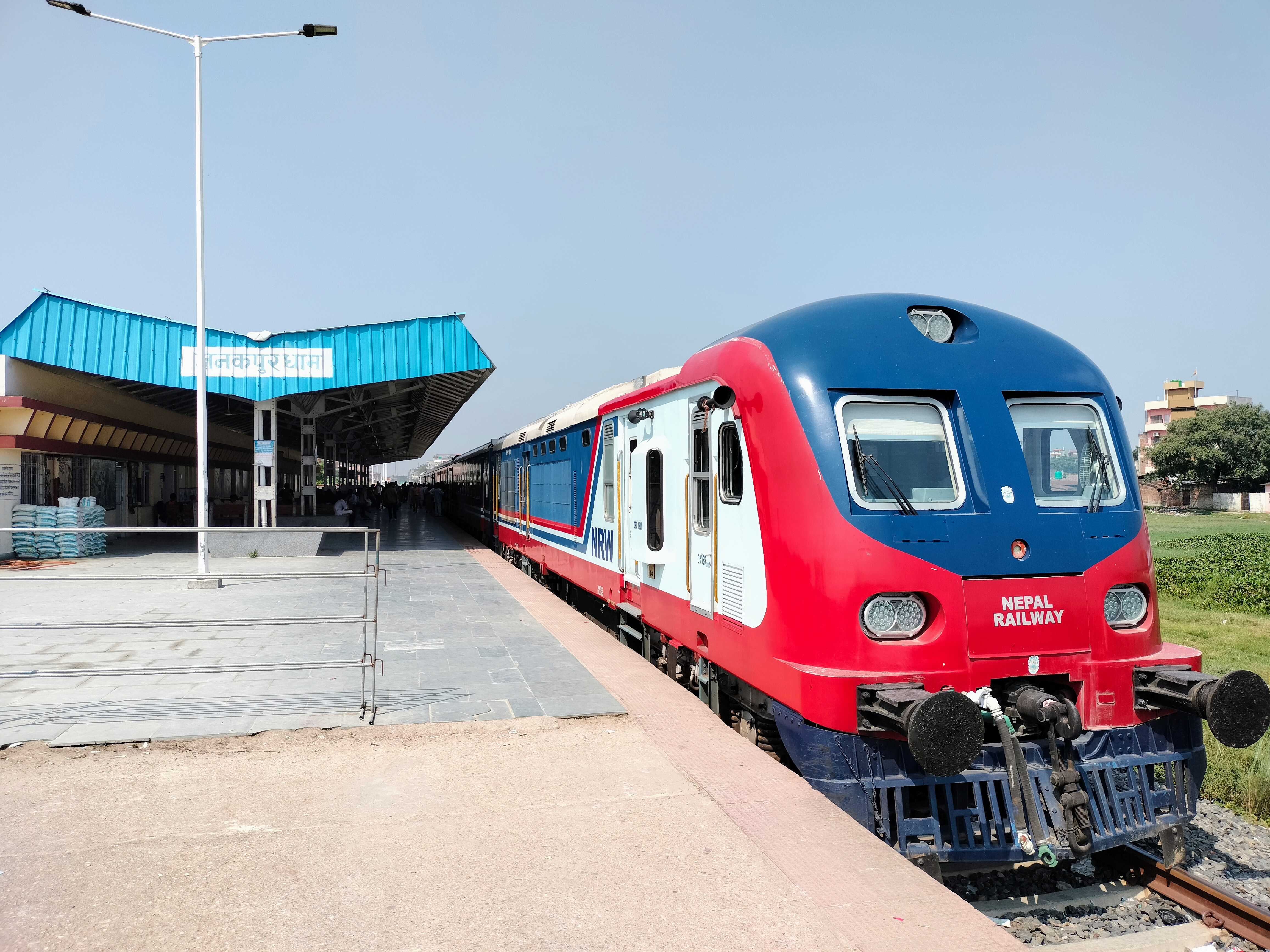
Nepalski pociąg na stacji Janakpur Dham

Transport kolejowy w Nepalu – system transportu kolejowego działający na terenie Nepalu.
Sieć kolejowa Nepalu jest słabo rozwinięta.
Według danych z 2018 roku w Nepalu istnieje 59 km linii kolejowych. Linie mają wąski rozstaw szyn – 762 mm.
W 2022 roku uruchomiono 35-kilometrową szerokotorową (rozstaw 1676 mm) linię kolejową Jayragar – Kurtha, łączącą Nepal z Indiami.